# Nummer 1-hits in de Billboard Hot 100 in 2004
Deze hits stonden in 2004 op nummer 1 in de Billboard Hot 100.
| Datum        | Artiest                          | Titel                 |
| ------------ | -------------------------------- | --------------------- |
| 3 januari    | OutKast                          | Hey ya!               |
| 10 januari   | OutKast                          | Hey ya!               |
| 17 januari   | OutKast                          | Hey ya!               |
| 24 januari   | OutKast                          | Hey ya!               |
| 31 januari   | OutKast                          | Hey ya!               |
| 7 februari   | OutKast                          | Hey ya!               |
| 14 februari  | OutKast & Sleepy Brown           | The way you move      |
| 21 februari  | Twista & Kanye West & Jamie Foxx | Slow jamz             |
| 28 februari  | Usher & Lil Jon & Ludacris       | Yeah!                 |
| 6 maart      | Usher & Lil Jon & Ludacris       | Yeah!                 |
| 13 maart     | Usher & Lil Jon & Ludacris       | Yeah!                 |
| 20 maart     | Usher & Lil Jon & Ludacris       | Yeah!                 |
| 27 maart     | Usher & Lil Jon & Ludacris       | Yeah!                 |
| 3 april      | Usher & Lil Jon & Ludacris       | Yeah!                 |
| 10 april     | Usher & Lil Jon & Ludacris       | Yeah!                 |
| 17 april     | Usher & Lil Jon & Ludacris       | Yeah!                 |
| 24 april     | Usher & Lil Jon & Ludacris       | Yeah!                 |
| 1 mei        | Usher & Lil Jon & Ludacris       | Yeah!                 |
| 8 mei        | Usher & Lil Jon & Ludacris       | Yeah!                 |
| 15 mei       | Usher & Lil Jon & Ludacris       | Yeah!                 |
| 22 mei       | Usher                            | Burn                  |
| 29 mei       | Usher                            | Burn                  |
| 5 juni       | Usher                            | Burn                  |
| 12 juni      | Usher                            | Burn                  |
| 19 juni      | Usher                            | Burn                  |
| 26 juni      | Usher                            | Burn                  |
| 3 juli       | Usher                            | Burn                  |
| 10 juli      | Fantasia                         | I believe             |
| 17 juli      | Usher                            | Burn                  |
| 24 juli      | Usher                            | Confessions part II   |
| 31 juli      | Usher                            | Confessions part II   |
| 7 augustus   | Juvenile & Soulja Slim           | Slow motion           |
| 14 augustus  | Juvenile & Soulja Slim           | Slow motion           |
| 21 augustus  | Terror Squad                     | Lean back             |
| 28 augustus  | Terror Squad                     | Lean back             |
| 4 september  | Terror Squad                     | Lean back             |
| 11 september | Ciara & Petey Pablo              | Goodies               |
| 18 september | Ciara & Petey Pablo              | Goodies               |
| 25 september | Ciara & Petey Pablo              | Goodies               |
| 2 oktober    | Ciara & Petey Pablo              | Goodies               |
| 9 oktober    | Ciara & Petey Pablo              | Goodies               |
| 16 oktober   | Ciara & Petey Pablo              | Goodies               |
| 23 oktober   | Ciara & Petey Pablo              | Goodies               |
| 30 oktober   | Usher & Alicia Keys              | My boo                |
| 6 november   | Usher & Alicia Keys              | My boo                |
| 13 november  | Usher & Alicia Keys              | My boo                |
| 20 november  | Usher & Alicia Keys              | My boo                |
| 27 november  | Usher & Alicia Keys              | My boo                |
| 4 december   | Usher & Alicia Keys              | My boo                |
| 11 december  | Snoop Dogg & Pharrell            | Drop It Like It's Hot |
| 18 december  | Snoop Dogg & Pharrell            | Drop it like it's hot |
| 25 december  | Snoop Dogg & Pharrell            | Drop it like it's hot |

1940 ·
1941 · 
1942 ·
1943 ·
1944 ·
1945 ·
1946 ·
1947 ·
1948 ·
1949 ·
1950 ·
1951 ·
1952 ·
1953 ·
1954 ·
1955 ·
1956 ·
1957 ·
1958 ·
1959 ·
1960 ·
1961 ·
1962 ·
1963 ·
1964 ·
1965 ·
1966 ·
1967 ·
1968 ·
1969 ·
1970 ·
1971 ·
1972 ·
1973 ·
1974 ·
1975 ·
1976 ·
1977 ·
1978 ·
1979 ·
1980 ·
1981 ·
1982 ·
1983 ·
1984 ·
1985 ·
1986 ·
1987 ·
1988 ·
1989 ·
1990 ·
1991 ·
1992 ·
1993 ·
1994 ·
1995 ·
1996 ·
1997 ·
1998 ·
1999 ·
2000 ·
2001 ·
2002 ·
2003 ·
2004 ·
2005 ·
2006 ·
2007 ·
2008 ·
2009 ·
2010 ·
2011 ·
2012 ·
2013 ·
2014 ·
2015 ·
2016 ·
2017 ·
2018 ·
2019 ·
2020 ·
2021 ·
2022 ·
2023
- Nederland (Top 40)
- Nederland (Single Top 100)
- Nederland (3FM Mega Top 50)
- Nederland (Outlaw 41)
- Nederland (DVD Top 30)
- Vlaanderen (Radio 2 Top 30)
- Vlaanderen (Ultratop 50)
- Vlaanderen (Top 30 van Ultratop)
- Wallonië
- Australië
- Denemarken
- Duitsland
- Frankrijk
- Ierland
- Italië
- Nieuw-Zeeland
- Noorwegen
- Oostenrijk
- Verenigd Koninkrijk
- Verenigde Staten (Hot 100)
- Zweden
- Zwitserland